# Chorinaeus spiracularis
Chorinaeus spiracularis là một loài tò vò trong họ Ichneumonidae.